# Erik Acharius
Pour les articles homonymes, voir Acharius.
Erik Acharius est un botaniste et médecin suédois, né le 10 octobre 1757 à Gävle et mort le 14 août 1819 à Vadstena, pionnier de la taxinomie des lichens et considéré comme le père de la lichenologie.

## Biographie
Il fait ses études à l'université d'Uppsala en 1773 et est l'un des derniers étudiants de Carl von Linné. Il travaille ensuite pour l'Académie royale des sciences de Suède à Stockholm et complète ses études médicales à l'université de Lund en 1782. Il devient le médecin-chef de Vadstena en 1785, puis chef du district d'Ostrogothia en 1789, directeur du nouvel hôpital de Vadstena (qu'il avait contribué à fonder) en 1795 et professeur titulaire en 1803.
Acharius appartient à la jeune génération des botanistes suédois qui continue l'œuvre de Linné. Acharius commence à classer les lichens et fait paraître plusieurs publications sur ce thème : Lichenographiae Suecia prodromus (1798), Methodus lichenum (1803), Lichenographia universalis (1810), Synopsis methodica lichenum (1814) ainsi que de nombreux articles plus courts dans diverses revues scientifiques.
Il est fait membre de la Société royale physiographique en 1795, de l'académie royale des sciences du Suède en 1796, de la Linnean Society of London en 1801 et de la Société royale des sciences d'Uppsala en 1810.
Le genre Acharia (en), plusieurs espèces comme Rosa acharii et Conferva acharii et un insecte Tortrix achariana lui ont été dédiés.
Les collections d'Acharius sont aujourd'hui conservées dans plusieurs muséums : le Muséum finnois d'histoire naturelle d'Helsinki, le Muséum botanique d'Uppsala, le Muséum suédois d'histoire naturelle et le Muséum botanique de Lund. Ses manuscrits sont conservés à la bibliothèque de l'université d'Uppsala.

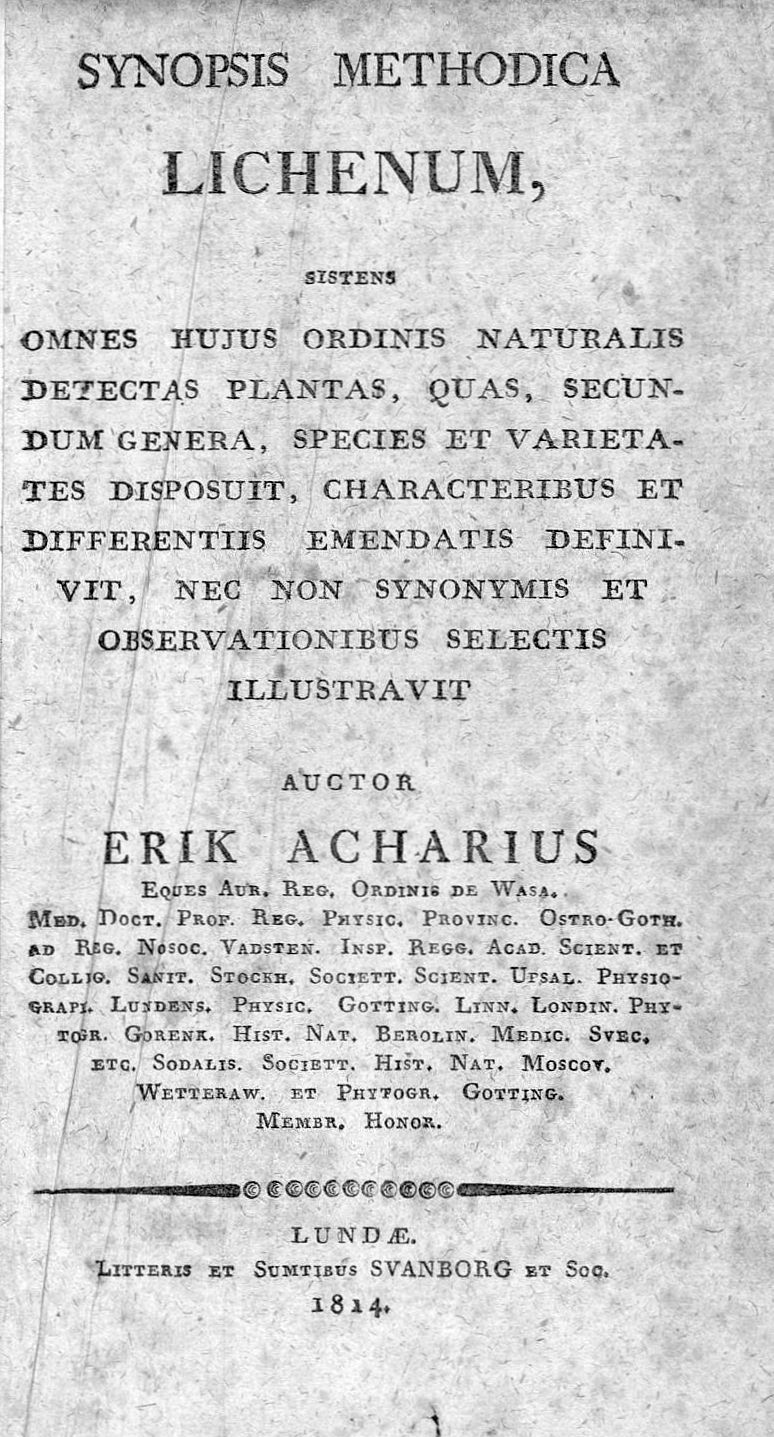
Synopsis methodica lichenum, 1814

## Sources
- (en) Cet article est partiellement ou en totalité issu de l’article de Wikipédia en anglais intitulé « Erik Acharius » (voir la liste des auteurs).